# Чемпионат Анголы по футболу
Жирабола (порт. Girabola) — соревнование по футболу среди клубов Анголы, где выявляется чемпион страны и участники международных клубных соревнований. Первый розыгрыш Жирабола стартовал 8 декабря 1979 года.

## История

### До независимости
Фактически первый чемпионат Анголы по футболу состоялся в 1965 году, за десять лет до обретения Анголой независимости. Первым чемпионом страны стал клуб «Атлетику де Луанда», ныне известный как «Атлетику Авиасан». Затем «Авиаторы» развили свой успех, выиграв последующие три чемпионата. С 1969 по 1971 годы лучшим клубом страны становился «Индепенденте». С 1972 по 1974 годы чемпионами страны становились три разных клуба, а в год независимости чемпионат был отменён.

### После независимости
Следующий розыгрыш первенства Анголы — первый чемпионат независимой Анголы — состоялся в 1979 году, и его победителем стал один из грандов ангольского футбола — клуб «Примейру ди Агошту» из Луанды. Всего на счету «августовского» клуба девять титулов Чемпиона Анголы. К остальным грандам, образующим так называемую «большую тройку» клубов Анголы, относятся столичные рекордсмен страны по количеству выигранных титулов (15) «Петру Атлетику» и «Атлетику Авиасан», который после получения Анголой независимости добавил в свою копилку ещё три чемпионских звания.
Всего за 30 розыгрышей Жирабола чемпионами страны успели побывать шесть клубов. Помимо вышеперечисленных «титанов», на счету которых в общей сложности 26 титулов, чемпионами страны удалось по разу стать «Интеру», который добавил 27-й чемпионский титул в копилку столичных клубов, «Саграда Эсперансе» из Дундо, и дважды «золото» Жирабола отправлялось в Бенгелу к «Примейру ди Маю».

## Формат Премьер-лиги
Чемпионат традиционно проходит c февраля/марта — по октябрь/ноябрь. Число участников до 2000 года постоянно варьировалось, с 2000 года и по сегодняшний день число участников составляет 14 команд. Все клубы проводят по 26 матчей за сезон, дважды встречаясь с каждой из команд (дома/выезд). За победу начисляются три очка, за ничью — одно. Чемпион страны и серебряный призёр получают путевки в Лигу чемпионов КАФ, команда же, занявшая третье место и победитель Кубка Анголы — в Кубок Конфедерации КАФ. В Жира Ангола автоматически отправляются три худшие команды по итогам сезона.

## Победители

### Доколониальный чемпионат
| - 1965 : Атлетику де Луанда - 1966 : Атлетику де Луанда - 1967 : Атлетику де Луанда - 1968 : Атлетику де Луанда | - 1969 : Индепенденте - 1970 : Индепенденте - 1971 : Индепенденте - 1972 : Шпорт Нова Лисбоа и Бенфика | - 1973 : ФК ду Мошико - 1974 : Феррувиариу де Нова Лисбоа - 1975 : отменен |

### Чемпионат независимой Анголы
| - 1979 : Примейру де Агошту - 1980 : Примейру де Агошту - 1981 : Примейру де Агошту - 1982 : Петру Атлетику - 1983 : Примейру де Маю - 1984 : Петру Атлетику - 1985 : Примейру де Маю - 1986 : Петру Атлетику - 1987 : Петру Атлетику - 1988 : Петру Атлетику - 1989 : Петру Атлетику - 1990 : Петру Атлетику - 1991 : Примейру де Агошту - 1992 : Примейру де Агошту | - 1993 : Петру Атлетику - 1994 : Петру Атлетику - 1995 : Петру Атлетику - 1996 : Примейру де Агошту - 1997 : Петру Атлетику - 1998 : Примейру де Агошту - 1999 : Примейру де Агошту - 2000 : Петру Атлетику - 2001 : Петру Атлетику - 2002 : Атлетику Авиасан - 2003 : Атлетику Авиасан - 2004 : Атлетику Авиасан - 2005 : Саграда Эсперанса | - 2006 : Примейру де Агошту - 2007 : Интер - 2008 : Петру Атлетику - 2009 : Петру Атлетику - 2010 : Интер - 2011 : Рекреативу ду Либолу - 2012 : Рекреативу ду Либолу - 2013 : Кабушкорп - 2014 : Рекреативу ду Либоло - 2015 : Рекреативу ду Либоло - 2016 : Примейру де Агошту - 2017 : Примейру де Агошту - 2018 : Примейру де Агошту - 2019 : Примейру де Агошту | - 2020 : отменён - 2021 : Саграда Эсперанса - 2022 : Петру Атлетику - 2023 : Петру Атлетику |

## Чемпионские титулы
| Клуб                 | Кол-во побед | Победитель Чемпионата Анголы по футболу                                                              |
| -------------------- | ------------ | --- |
| Петру Атлетику       | 17           | 1982, 1984, 1986, 1987, 1988, 1989, 1990, 1993, 1994, 1995, 1997, 2000, 2001, 2008, 2009, 2022, 2023 |
| Примейру де Агошту   | 13           | 1979, 1980, 1981, 1991, 1992, 1996, 1998, 1999, 2006, 2016, 2017, 2018, 2019                         |
| Рекреативу ду Либолу | 4            | 2011, 2012, 2014, 2015                                                                               |
| Атлетику Авиасан     | 3            | 2002, 2003, 2004 (также 4 титула до независимости Анголы — 1965, 1966, 1967, 1968)                   |
| Интер (Луанда)       | 2            | 2007, 2010                                                                                           |
| Примейру де Маю      | 2            | 1983, 1985                                                                                           |
| Саграда Эсперанса    | 2            | 2005, 2021                                                                                           |
| Кабушкорп            | 1            | 2013                                                                                                 |